# 귀인환등초
귀인환등초(鬼人幻燈抄, Sword of the Demon Hunter: Kijin Gentōshō)는 나카니시 모토오가 집필하고 타마키가 그림을 그린 일본의 역사 판타지 라이트 노벨 시리즈이다. 2013년 1월부터 2016년 5월까지 사용자 제작 소설 출판 웹사이트 아카디아에서 온라인으로 연재되었으며, 이후 소설가가 되자 웹사이트로 옮겨 2015년 12월부터 2016년 10월까지 연재되었다. 나중에 후타바샤에 인수되었다. 2019년 6월부터 2023년 11월까지 14권을 출판했다. 사토미 유의 삽화를 적용한 만화 각색은 2021년 9월부터 후타바샤에서 출판되었으며 단행본 6권으로 수집되었다. 원작 라이트 노벨 시리즈와 만화 각색은 모두 세븐 시즈 엔터테인먼트(Seven Seas Entertainment)에서 영어로 라이선스를 받았다. 요코하마 애니메이션 연구소가 제작한 TV 애니메이션 시리즈가 2025년 3월 31일부터 방영될 예정이다.